# بي/إي أيروسبيس
بي/إي أيروسبيس (B/E Aerospace, Inc) كانت شركة مصنعة لمنتجات مقصورة الركاب للطائرات لأسواق الطائرات التجارية وطائرات رجال الأعمال. تمتلك بي/إي أيروسبيس حصصًا رائدة في السوق العالمية في جميع خطوط إنتاجها الرئيسية وخدمت تقريبًا جميع شركات الطيران العالمية ومصنعي الطائرات وشركات التأجير من خلال مبيعاتها العالمية المباشرة ومنظمات دعم العملاء. مقرها في ويلينغتون بولاية فلوريدا، رأس مال الشركة كشركة تبلغ 4.2 مليار دولار اعتبارًا من يناير 2016.
في ديسمبر 2014، أعلنت بي/إي أنها استكملت عرضًا لأعمالها في مجال مثبتات الفضاء والمواد الاستهلاكية، مما أدى إلى إنشاء شركة (KLX، Inc.) (ناسداك: KLXI). في ديسمبر 2017، قسمت (KLX) «مجموعة خدمات الطاقة»، والتي تعمل الآن باسم (KLX Energy) مع شركة (KLX) أيروسبيس الأصلية التي استحوذت عليها شركة بوينغ.
في أبريل 2017، تم شراؤها من قبل روكويل كولينز، والتي أصبحت منذ ذلك الحين جزءًا من كولينز أيروسبيس، وهي شركة تابعة لشركة يونايتد تكنولوجيز (UTC)، في نوفمبر 2018. في أبريل 2020، اندمجت شركة (UTC) ورايثيون لتشكيل شركة رايثيون تيكنولوجيز (RTX).

## تاريخ
أسسها أمين خوري في عام 1987، وتطورت شركة بي/إي أيروسبيس من شركة تبلغ قيمتها 3 ملايين دولار إلى شركة تبلغ إيراداتها 2.6 مليار دولار، مما يجعلها الشركة الرائدة عالميًا في مجال المنتجات والحلول الداخلية لأسواق الطائرات التجارية والعسكرية وفقًا لتاريخ الشركة، حدث نمو بي/إي من خلال مجموعة من عمليات الاستحواذ العديدة والنمو الداخلي.[بحاجة لمصدر]
في أغسطس 2001، استحوذت بي/إي على«شركة إم آند إم معدات الفضاء» (M&M Aerospace Hardware Inc)، وهي موزع لمثبتات الطيران، مقابل 177 مليون دولار نقدًا ومخزونًا.
في 1 يونيو 2005، منحت شركة طيران كندا عقدًا بقيمة 50 مليون دولار (أمريكي) لشركة بي/إي أيروسبيس لتحديث المقاعد على 143 طائرة.
في يونيو 2008، أعلنت بي/إي عن خطط للاستحواذ على أعمال توزيع حلول المواد الاستهلاكية التابعة لشركةهانيويل الدولية. اكتمل الاستحواذ في 28 يوليو 2008 مقابل 901 مليون دولار نقدًا ومخزونًا. صرحت بي/إي في ذلك الوقت: «من المتوقع أن تحقق الأعمال المدمجة أكثر من 50 بالمائة من أرباح تشغيل بي/إي بدءًا من عام 2009».
في عام 2012، أصبح قسم (ALCI) في بي/إي المصدر الوحيد لجميع المراحيض المستقبلية على طائرات بوينغ 737 الجديدة. من خلال تقديم مرحاض «سبيسوول»(Spacewall) الحاصل على براءة اختراع، يمكن لشركات الطيران الاستفادة من المساحة المتوفرة لإضافة ما يصل إلى 6 مقاعد للركاب لكل طائرة. كانت دلتا إيرلاينز هي عميل الإطلاق، حيث تم تسليم أول طائرة في 27-09-2013. 

## منتجات

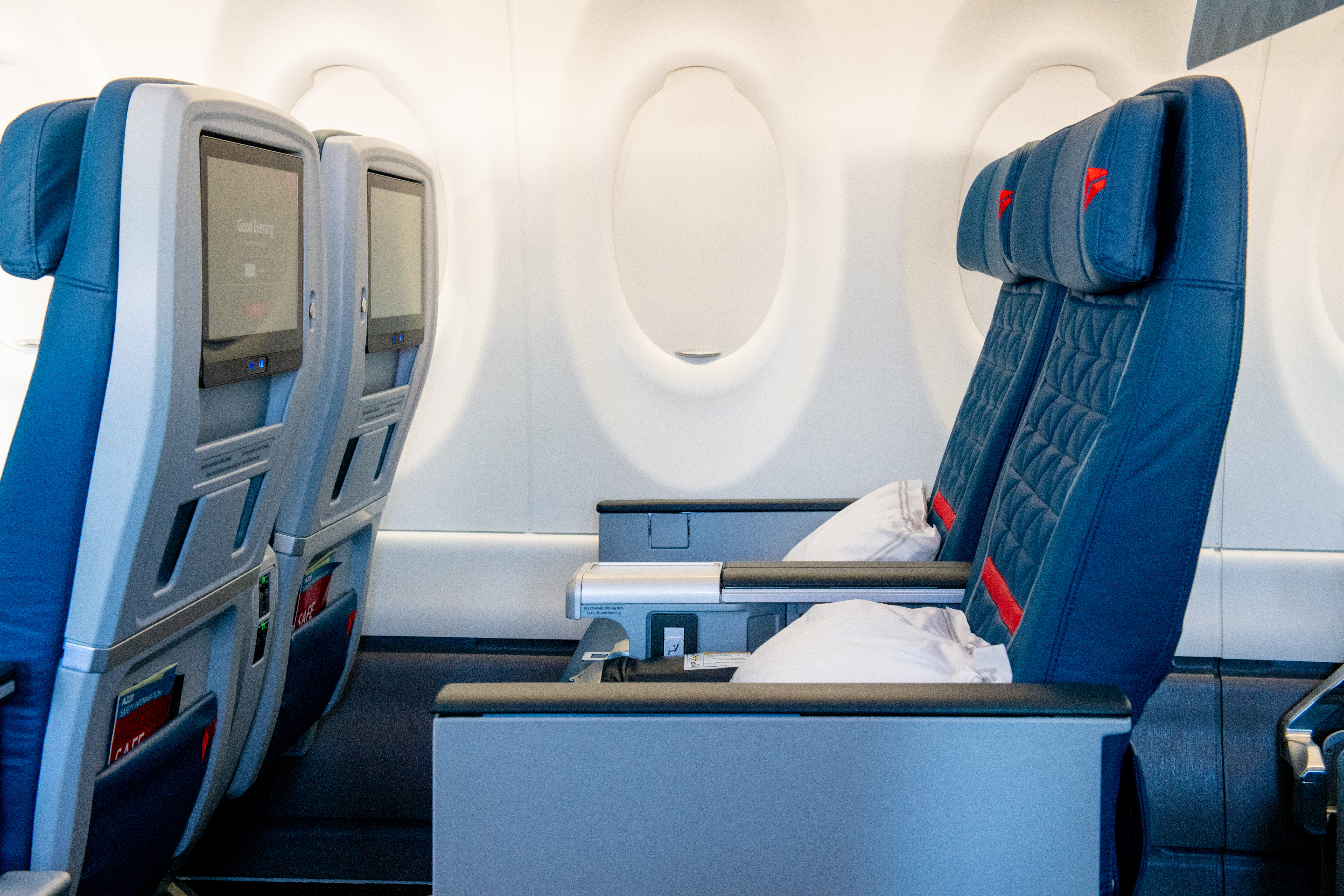
مقاعد درجة الأعمال بي/إي أيروسبيس MIQ

كانت الشركة مزودًا رئيسيًا لمقاعد الطائرات للعديد من شركات الطيران في جميع أنحاء العالم. ومن بين العملاء المهمين الخطوط الجوية المتحدة، وخطوط دلتا الجوية وطيران الإمارات، والخطوط الجوية القطرية، والخطوط الجوية الفرنسية، والخطوط الجوية الملكية الهولندية، ولوفتهانزا، وكانتاس، والخطوط الجوية اليابانية، وخطوط ساوث ويست الجوية. العملاء الذين يستخدمون المنتج الأكثر شعبية للشركة «مقعد درجة الأعمال الماسية» (Diamond Business Class Seat)، بما في ذلك إيروفلوت وطيران المكسيك وطيران كندا وطيران الصين وأمريكان إيرلاينز والخطوط الجوية الصينية وخطوط جنوب الصين الجوية وخطوط دلتا الجوية والخطوط الهولندية والخطوط الجوية القطرية والخطوط الجوية التايلاندية والخطوط الجوية المتحدة وفيرجن أستراليا وخطوط طيران شيامن. بعض منافسي بي/إي أيروسبيس في صناعة مقاعد شركات الطيران تشمل «شركة أكرو للمقاعد» في المملكة المتحدة، مقاعد زودياك الولايات المتحدة في غينزفيل، تكساس، مقاعد زودياك فرنسا، ستيليا آيروسبيس في فرنسا، غيفن في إيطاليا، ريكارو في ألمانيا، إيكسبليسيت في فرنسا وأفيوينتيريورز في إيطاليا. 
في مجال مقاعد طائرات رجال الأعمال، كان المنافسون الرئيسيون لشركة بي/إي أيروسبيس هم «شركة ديكران لمقاعد الطائرات» التابعة لشركة شركة يونايتد تكنولوجيز في بيشتيجو، ويسكونسن، إياكوبوتشي في إيطاليا، و «شركة باك لمقاعد الطائرات» في بالم سيتي، فلوريدا. 
كما قامت شركة بي/إي أيروسبيس بتصنيع صانعات المشروبات والأفران وأنظمة الأكسجين والمراحيض والإضاءة الداخلية للطائرات التجارية وطائرات رجال الأعمال. يقوم قسم الهياكل الداخلية بشركة بي/إي أيروسبيس ومقره في لايتون بازارد بالمملكة المتحدة، بتصنيع وتوريد نصب تذكارية للمطابخ لطائرة إيرباص إيه 350.

## أنظمة الأكسجين
أعلنت إدارة الطيران الفيدرالية (FAA) في 11 أغسطس 2008 أنها ستحقق في سبب «عدم نشر نصف الأقنعة تقريبًا أو فشلها في توفير الأكسجين» خلال حدث شامل على متن رحلة الخطوط الجوية الأمريكية 31 أصدرت إدارة الطيران الفيدرالية مؤخرًا توجيهات صلاحية الطيران فيما يتعلق بالمشكلات مع مؤشرات التدفق المضمنة المعيبة التي تعرقل أقنعة الأكسجين بي/إي أيروسبيس في العديد من طرازات طائرات بوينغ التجارية. حددت بي/إي إصلاحًا في فبراير 2006. ثم أصدرت بوينغ «نشرة خدمة العناية الخاصة» ("Special Attention Service Bulletin") لفحص الأقنعة وإصلاحها إذا لزم الأمر في أبريل 2007. التوجيهات تتطلب اتخاذ إجراء فقط بحلول أبريل 2013 ما لم يتم ذلك بالفعل.

## اِستحواذ روكويل كولينز
في أبريل 2017، استحوذت شركة روكويل كولينز على شركة بي/إي أيروسبيس مقابل 6.4 مليار دولار. يتنافس روكويل كولينز مع شركة هانيويل ومؤخرًا مع غارمن، ويقع مقره في سيدار رابيدز بولاية أيوا. من خلال هذه الصفقة، سيمتلك مساهمو بي/إي 20 ٪ من روكويل الجديدة، والتي ستحقق 8.1 مليار دولار من العائدات و 1.9 مليار دولار من الأرباح قبل الضرائب مع ما يقرب من 30000 موظف. نتيجة لعملية الاستحواذ، تم دمج شركة فرعية مباشرة أو غير مباشرة من روكويل كولينز، شركة قورترباك ميرجير صب مع بي/إي أيروسبيس، مع بقاء الأخيرة على قيد الحياة كشركة فرعية مباشرة أو غير مباشرة لشركة روكويل كولينز.
تقدمت روكويل كولينز بطلب للحصول على موافقة الجهات التنظيمية للحصول على بي/إي أيروسبيس أمام لجنة المنافسة الفلبينية حيث أن الأخيرة لديها فرع في الفلبين يشغل مصنعًا في تاناوان، باتانغاس.

## روابط خارجية
- الموقع الرسمي
- الموقع الرسمي
- BE Aerospace SEC Filings

قالب:Rockwell International